# Borkwalde
Borkwalde är en kommun och ort i Tyskland, belägen i Landkreis Potsdam-Mittelmark i förbundslandet Brandenburg, omkring 50 km sydväst om Berlin och 25 km sydväst om Potsdam. Kommunen administreras som en del av kommunalförbundet Amt Brück, vars säte ligger i den närbelägna staden Brück.
Fram till 1900-talets början var området helt skogbeväxt. Borkwalde grundades under 1910-talet som ett sommarhus- och koloniområde för Berlins invånare, och den gamla ortskärnan består av hus från denna tid. Orten hade upp till 3000 tillfälliga sommargäster under veckosluten. I nyare tid har orten i högre grad befolkats av permanentboende. Sedan 1990-talet har ett 35 hektar stort bostadsområde med färgglada trävillor och hyreshus i svensk stil, Schwedensiedlung, anlagts i orten, vilket är Tysklands största enhetliga trähusområde. Områdets gator har döpts efter berömda svenskar.